# آلهة اليونان

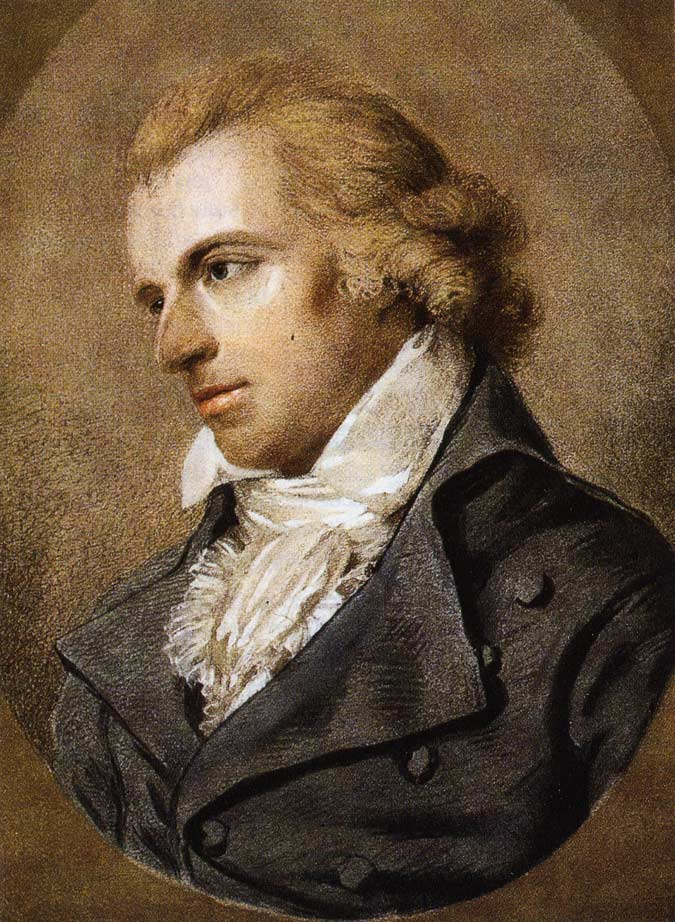
فريدرش شيلر

آلهة اليونان (بالألمانية: Die Götter Griechenlandes) عنوان قصيدة فلسفية من تأليف الكاتب الألماني فريدرش شيلر (1759-1805)، نُشرت للمرة الأولى في عام 1788 في مجلة فيلاند «دير تويتشه مركور» (Der Teutsche Merkur)، وهي قصيدة تعليمية تحاول أن تقرب بين الأساطير الإغريقية والعالم الحديث الذي لا يعرف الآلهة، اتهم شيلر بعد نشره القصيدة بالإستهزاء بالرب، وأثارت حوله ضجة كبيرة اضطرت شيلر إلى أن ينشر إصدار آخر من القصيدة قام فيه بإزالة المحتوى المثير للجدل في عام 1800. جزء من القصيدة تم تحويله إلى موسيقى من قبل فرانز شوبرت في نوفمبر 1819.

## وصلات خارجية
- آلهة اليونان، على الفهرس العالمي.